# كيري أوين
كيري أوين (23 يونيو 1943 بسيدني في أستراليا - ) (بالإنجليزية: Kerry Owen)‏ هو لاعب كريكت أسترالي.

## وصلات خارجية
- كيري أوين على موقع إي آس بي آن كريك إنفو (الإنجليزية)